# Mapcode
Mapcode is een code bestaande uit twee groepen letters en cijfers, gescheiden door een punt die, samen met het land of de regio, een locatie op aarde aanduidt. De ingang van de lift van de Eiffeltoren in Parijs bijvoorbeeld is “Frankrijk 4J.Q2”. Net als bij adressen is het meestal duidelijk welk land bedoeld wordt en wordt het land niet expliciet genoemd.
Het mapcode-algoritme definieert hoe een WGS84-coördinaat (een lengtegraad en breedtegraad) kan worden omgezet in een mapcode en vice versa. Deze omzetting rondt de coördinaten af, met als gevolg dat de resulterende mapcode op slechts enkele meters nauwkeurig is. Dat maakt mapcodes bijzonder kort, terwijl ze toch geschikt blijven voor dagelijks gebruik op menselijke schaal (zoals voor het vinden van een gebouw, of zelfs een bepaalde deur in dat gebouw).
Er is een “hoge-precisie-uitbreiding” van het mapcodesysteem, waar een hogere nauwkeurigheid wordt bereikt ten koste van extra letters die achteraan de mapcode worden toegevoegd. Deze uitbreiding ontkracht echter de doelstelling van het systeem, namelijk om zo eenvoudig mogelijke codes te bieden voor dagelijks gebruik.

## Ontwerpprincipes
Het mapcodesysteem is uitdrukkelijk ontworpen als een gratis, merkloze internationale standaard om locaties overal ter wereld te kunnen weergeven met een korte, makkelijk te herkennen, te verzenden en te onthouden “code” van tussen de vier en de zeven letters en cijfers.
Dat mapcodes zo kort zijn komt voort uit een combinatie van de volgende ideeën:
1. De codes hoeven slechts nauwkeurig genoeg te zijn voor dagelijks gebruik. Wanneer je binnen enkele meters van je bestemming bent, “ben je er”.
2. Kortere codes zijn mogelijk als ze beperkt zijn tot een bepaald gebied. Er zijn voldoende combinaties van negen letters en cijfers om elke vierkante meter op het aardoppervlakte een unieke code te geven. Maar om elke vierkante meter in Nederland een unieke code te geven zijn slechts zes letters en cijfers vereist.
3. Niet alle codes zijn even lang. Kortere codes zijn gereserveerd voor gebieden waar veel mensen wonen.

Vooral het laatste idee levert veel besparing op. Iedere locatie in Nederland kan met een zesletterige mapcode worden weergegeven. De helft van de Nederlandse bevolking is echter te vinden in een veertigtal steden en dichtbevolkte gebieden van samen minder dan 6.000 km². Door de vijfletterige mapcodes te reserveren voor deze gebieden kan dus de helft van de bevolking gevonden worden met vijfletterige mapcodes. Omdat woningen en werkplaatsen voor mensen de relevantste locaties zijn, zijn relevante mapcodes in Nederland gemiddeld dus eerder vijf dan zes letters. Sterker nog, een significant aantal mensen woont in de 100 km2 zeer dichtbevolkte binnensteden van Amsterdam, Rotterdam, Den Haag, Eindhoven en Utrecht, die met vier letters geadresseerd worden.
Het mapcodesysteem definieert een bevolkingsdichtheidsafhankelijke verdeling voor alle ongeveer 200 landen op de wereld, alle ca. 100 overzeese gebieden en zo’n 240 semi-autonome staten, oblasts, republieken en provincies. Buiten Antarctica zijn op land nauwelijks locaties te vinden die een mapcode hebben langer dan zeven letters. Mapcodes van negen letters zijn gereserveerd voor een wereldwijd land-onafhankelijke codering.

## Geschiedenis
Mapcodes (niet te verwarren met Denso-mapcodes, zie hieronder) werden ontwikkeld door Pieter Geelen en Harold Goddijn, oprichters van autonavigatiebedrijf TomTom, kort nadat de nauwkeurigheid van GPS was verhoogd voor civiel gebruik. In 2008 werd besloten om het mapcodesysteem gratis en merkloos ter beschikking te stellen. De algoritmes en tabellen worden onderhouden door de Mapcode Foundation, die ook gratis mapcodesoftware en documentatie verspreidt. Het mapcodesysteem wordt geregistreerd als standaard bij de Internationale Organisatie voor Standaardisatie.

## Denso-mapcodes
"Mapcode" wordt sinds 1997 in Japan in het door de Denso Corporation ontwikkeld Denso-mapcode-systeem gebruikt. Het identificeert gebieden in Japan door middel van 10-cijferige codes. Het internationale mapcodesysteem zoals onderhouden door de Mapcode Foundation is niet meer gerelateerd aan het Denso-systeem. Het is evenwel het systeem waarop latere ontwikkelingen zijn gebaseerd.